# جولد سورس (محرك لعبة)
جولد سورس (بالإنجليزية: GoldSrc)‏ هو محرك ألعاب تم تطويره من قبل شركة فالف . من أشهر الألعاب التي تستخدمه : هاف - لايف .

## الألعاب
- هاف-لايف (فالف، 1998)
- تيم فورتريس كلاسيك (فالف، 1999)
- هاف-لايف: أوبوسينغ فورس (جيربوكس سوفتوير، 1999)
- كاونتر سترايك (فالف، 2000)
- قانمان كرونيكلز (ريولف سوفتوير، 2000)
- ريكوشت (فالف، 2000)
- ديثماتش كلاسيك (فالف، 2001)
- هاف-لايف: بلو شيفت (جيربوكس سوفتوير، 2001)
- هاف-لايف: ديكاي (جيربوكس سوفتوير، 2001)
- جيمس بوند 007: نايتفاير (إلكترونيك آرتس، 2002)
- داي أوف ديفيت (فالف، 2003)
- كاونتر سترايك نيو (فالف 2003)
- كاونتر سترايك : كونديشن زيرو (فالف، ريتشول الترفيهية، جيربوكس سوفتوير، تورتل روك ستوديوز، 2004)
- كاونتر سترايك اون لاين (فالف، نيكسون كوربوريشن، 2008)